# Рефлекс (биология)
Рефле́кс (от лат. reflexus— отражённый) — стереотипная (стандартная, одинаковая для одинаковых условий) реакция живого организма на какое-либо воздействие (раздражитель), проходящая с участием рецепторов и под управлением нервной системы. Рефлексы существуют у многоклеточных живых организмов, обладающих нервной системой, осуществляются посредством рефлекторной дуги. Рефлекс — основная форма деятельности нервной системы.
Не стоит путать рефлексы с инстинктами, которые являются сложным автоматизированным поведением.

## Исторические сведения
Понятие о рефлексе впервые возникло в физике Декарта. Декарт развивал общую механическую картину мира и хотел включить в неё также и поведение живых существ. Концепция Декарта была создана в эпоху, когда разные учёные давали материалистические объяснения феноменам, происходящим в природе: например, медик Уильям Гарвей описывал открытую им систему кровообращения как простой механизм с известными к тому времени человечеству элементами — насосом, «трубами» и т. п. Теория Декарта ещё более укрепляла принцип материалистического детерминизма, так как Гарвей рассматривал в качестве механизма только внутреннее устройство тела животного, а Декарт перенёс этот принцип также и на взаимодействие организмов с внешним миром, то есть, по сути, на психическую деятельность. Декарт считал, что взаимодействие организмов с окружающими телами опосредовано нервной машиной, в которой мозг выполняет роль центра, а от него расходятся «нервные трубки». Согласно его схеме, внешние факторы действуют на концы расположенных в теле нервных «нитей», которые, натягиваясь, открывают клапаны отверстий, ведущих из мозга в нервы.
Предположение о полностью рефлекторном характере деятельности высших отделов головного мозга впервые было развито ученым-физиологом И. М. Сеченовым. До него физиологи и неврологи не решались поставить вопрос о возможности физиологического анализа психических процессов, которые предоставлялось решать психологии.
Далее идеи И. М. Сеченова получили развитие в трудах И. П. Павлова, который открыл пути объективного экспериментального исследования функций коры, разработал метод выработки условных рефлексов и создал учение о высшей нервной деятельности. Павлов в своих трудах ввёл деление рефлексов на безусловные, которые осуществляются врождёнными, наследственно закреплёнными нервными путями, и условные, которые, согласно взглядам Павлова, осуществляются посредством нервных связей, формирующихся в процессе индивидуальной жизни человека или животного.
Большой вклад в формирование учения о рефлексах внёс Чарлз С. Шеррингтон (Нобелевская премия по физиологии и медицине, 1932). Он открыл координацию, взаимное ингибирование и облегчение рефлексов.

## Значение учения о рефлексах
Учение о рефлексах дало очень многое для понимания самой сущности нервной деятельности. Однако сам рефлекторный принцип не мог объяснить многие формы целенаправленного поведения. В настоящее время понятие о рефлекторных механизмах дополнено представлением о роли потребностей в организации поведения, стало общепринятым представление о том, что поведение животных, в том числе и человека, носит активный характер и определяется не только определёнными раздражителями, но и планами и намерениями, возникающими под влиянием определённых потребностей. Эти новые представления получили своё выражение в физиологических концепциях «функциональной системы» П. К. Анохина или «физиологической активности» Н. А. Бернштейна. Сущность этих концепций сводится к тому, что мозг может не только адекватно отвечать на раздражители, но и предвидеть будущее, активно строить планы поведения и реализовать их в действии. Представления об «акцепторе действия», или «модели потребного будущего», позволяют говорить об «опережении действительности».

## Общий механизм формирования рефлекса
Нейроны и пути прохождения нервных импульсов при рефлекторном акте образуют так называемую рефлекторную дугу:
стимул — рецептор — нейрон — эффектор — реакция.
У человека большинство рефлексов осуществляется при участии как минимум двух нейронов — чувствительного и двигательного (мотонейрона, исполнительного нейрона). В рефлекторных дугах большинства рефлексов задействованы также вставочные нейроны (интернейроны) — один или несколько. Любой из этих нейронов у человека может находиться как внутри ЦНС (например, рефлексы при участии центральных хемо- и терморецепторов), так и за её пределами (например, рефлексы метасимпатического отдела ВНС).

## Классификация
По ряду признаков рефлексы могут быть разделены на группы.
1. По типу образования: условные и безусловные рефлексы.
2. По видам рецепторов: экстероцептивные (кожные, зрительные, слуховые, обонятельные), интероцептивные (с рецепторов внутренних органов) и проприоцептивные (с рецепторов мышц, сухожилий, суставов)
3. По эффекторам: соматические, или двигательные (рефлексы скелетных мышц), например флексорные, экстензорные, локомоторные, статокинетические и др.; вегетативные — пищеварительные, сердечно-сосудистые, потоотделительные, зрачковые и др.
4. По биологической значимости: оборонительные, или защитные, пищеварительные, половые, ориентировочные.
5. По степени сложности нейронной организации рефлекторных дуг различают моносинаптические, дуги которых состоят из афферентного и эфферентного нейронов (например, коленный), и полисинаптические, дуги которых содержат также один или несколько вставочных нейронов и имеют два или несколько синаптических переключений (например, флексорный болевой).
6. По характеру влияний на деятельность эффектора: возбудительные — вызывающие и усиливающие (облегчающие) его деятельность, тормозные — ослабляющие и подавляющие её (например, рефлекторное учащение сердечного ритма симпатическим нервом и урежение его или остановка сердца — блуждающим).
7. По анатомическому расположению центральной части рефлекторных дуг различают спинальные рефлексы и рефлексы головного мозга. В осуществлении спинальных рефлексов участвуют нейроны, расположенные в спинном мозге. Пример простейшего спинального рефлекса — отдергивание руки от острой булавки. Рефлексы головного мозга осуществляются при участии нейронов головного мозга. Среди них различают бульбарные, осуществляемые при участии нейронов продолговатого мозга; мезэнцефальные — с участием нейронов среднего мозга; кортикальные — с участием нейронов коры больших полушарий головного мозга. Существуют также периферические рефлексы, осуществляемые метасимпатическим отделом ВНС без участия головного и спинного мозга.

#### Безусловные
Безусловные рефлексы — наследственно передаваемые (врождённые) реакции организма, присущие всему виду. Выполняют защитную функцию, а также функцию поддержания гомеостаза (постоянства внутренней среды организма).
Безусловные рефлексы — это наследуемые, неизменные реакции организма на определённые воздействия внешней или внутренней среды, независимо от условий возникновения и протекания реакций. Безусловные рефлексы обеспечивают приспособление организма к неизменным условиям среды. Основные типы безусловных рефлексов: пищевые, защитные, ориентировочные, половые.
Примером защитного рефлекса является рефлекторное отдергивание руки от горячего объекта. Гомеостаз поддерживается, например, рефлекторным учащением дыхания при избытке углекислого газа в крови. Практически каждая часть тела и каждый орган участвует в рефлекторных реакциях.
Простейшие нейронные сети, или дуги (по выражению Шеррингтона), участвующие в безусловных рефлексах, замыкаются в сегментарном аппарате спинного мозга, но могут замыкаться и выше (например, в подкорковых ганглиях или в коре). Другие отделы нервной системы также участвуют в рефлексах: ствол мозга, мозжечок, кора больших полушарий.
Дуги безусловных рефлексов формируются к моменту рождения и сохраняются в течение всей жизни. Однако они могут изменяться под влиянием болезни. Многие безусловные рефлексы проявляются лишь в определённом возрасте; так, свойственный новорождённым хватательный рефлекс угасает в возрасте 3—4 месяцев.
Примером безусловного рефлекса у кошек может служить их способность приземляться на четыре лапы, несмотря на то, в каком положении кошка была в начале падения и с какой высоты она упала. Рефлекс приземления на лапы начинает проявляться у котят к возрасту 3—4 недели и закрепляется к 6—7 неделям.

##### Нейронная организация простейшего рефлекса
Простейшим рефлексом позвоночных считается моносинаптический. Если дуга спинального рефлекса образована двумя нейронами, то первый из них представлен клеткой спинномозгового ганглия, а второй — двигательной клеткой (мотонейроном) переднего рога спинного мозга. Длинный дендрит спинномозгового ганглия идёт на периферию, образуя чувствительное волокно какого-либо нервного ствола, и заканчивается рецептором. Аксон нейрона спинномозгового ганглия входит в состав заднего корешка спинного мозга, доходит до мотонейрона переднего рога и посредством синапса соединяется с телом нейрона или одним из его дендритов. Аксон мотонейрона переднего рога входит в состав переднего корешка, затем соответствующего двигательного нерва и заканчивается двигательной бляшкой в мышце.
Чистых моносинаптических рефлексов не существует. Даже коленный рефлекс, являющийся классическим примером моносинаптического рефлекса, является полисинаптическим, так как чувствительный нейрон не только переключается на мотонейрон мышцы-разгибателя, но и отдаёт аксонную коллатераль, переключающуюся на вставочный тормозной нейрон мышцы-антагониста, сгибателя.

#### Условные
Условные рефлексы возникают в ходе индивидуального развития и накопления новых навыков. Выработка новых временных связей между нейронами зависит от условий внешней среды. Условные рефлексы формируются на базе безусловных при участии высших отделов мозга.
Разработка учения об условных рефлексах связана в первую очередь с именем И. П. Павлова. Он показал, что новый стимул может начать рефлекторную реакцию, если он некоторое время предъявляется вместе с безусловным стимулом. Например, если собаке дать понюхать мясо, то у неё выделяется желудочный сок (это безусловный рефлекс). Если же одновременно с мясом звенеть звоночком, то нервная система собаки ассоциирует этот звук с пищей, и желудочный сок будет выделяться в ответ на звоночек, даже если мясо не предъявлено.
Условные рефлексы лежат в основе приобретённого поведения. Это наиболее простые программы. Окружающий мир постоянно меняется, поэтому в нём могут успешно жить лишь те, кто быстро и целесообразно отвечает на эти изменения. По мере приобретения жизненного опыта в коре полушарий складывается система условнорефлекторных связей. Такую систему называют динамическим стереотипом. Он лежит в основе многих привычек и навыков. Например, научившись кататься на коньках, велосипеде, мы впоследствии уже не думаем о том, как нам двигаться, чтобы не упасть.

## Аксон-рефлекс
Аксон-рефлекс осуществляется по разветвлениям аксона без участия тела нейрона. Рефлекторная дуга аксон-рефлекса не содержит синапсов и тел нейронов. С помощью аксон-рефлексов регуляция деятельности внутренних органов и сосудов может осуществляться (относительно) независимо от центральной нервной системы.

## Патологическиерефлексы
Патологические рефлексы — неврологический термин, обозначающий необычные для здорового взрослого человека рефлекторные реакции. В ряде случаев свойственны более ранним стадиям фило- или онтогенеза.
Рефлексы орального автоматизма являются одним из проявлений псевдобульбарного синдрома, который возникает при двустороннем поражении пирамидных путей, идущих к двигательным ядрам языкоглоточного, блуждающего, добавочного и подъязычного нервов (каудальной группы черепных нервов). К ним относятся: Хоботковый рефлекс, Дистанс-оральный рефлекс Карчикяна, Назо-лабиальный рефлекс Аствацатурова, Ладонно-подбородочный рефлекс Маринеску-Радовичи (Marinescu-Radovici), «Бульдожий» рефлекс Янышевского.
К патологическим кистевым рефлексам относятся: рефлекс Тремнера, рефлекс Якобсона-Ласка, рефлекс Жуковского, запястно-пальцевой рефлекс Бехтерева, верхний рефлекс Россолимо, большепальцевой сгибательный рефлекс Клиппеля—Вейля.
Патологические стопные рефлексы делятся на разгибательные и сгибательные. К первым относятся: рефлекс Оппенгейма, рефлекс Гордона, рефлекс Шеффера, рефлекс Бабинского, рефлекс Чаддока, рефлекс Бинга, рефлекс Штрюмпеля. Ко вторым относятся: нижний рефлекс Россолимо, Рефлекс Бехтерева-Менделя, Рефлекс Жуковского-Корнилова, Рефлекс Бехтерева, Рефлекс Пуусеппа.
Одним из патогномоничных признаков поражения пирамидного пути являются клонусы. Проявляются быстрыми и ритмичными сокращениями мышцы или группы мышц в ответ на их растяжение. Клонус стопы — вызывается у больного, лежащего на спине, а клонус надколенной чашечки — у больного, лежащего на спине с выпрямленными ногами.
Рефлекторное содружественное движение конечности, сопутствующее произвольному движению другой конечности называется Синкинезией. Синкинезии могут быть как физиологическими (например, размахивание руками во время бега или быстрой ходьбы), так и патологическими. Патологические синкинезии подразделяют на 3 типа: глобальные синкинезии, имитационная синкинезия, координаторная синкинезия. Синкинезии развиваются не в остром, а в отдалённом периоде основного заболевания, приведшего к поражению пирамидных путей. Их патогенез не до конца изучен. Они часто воспринимаются больными со спинальной травмой как признак восстановления нервной проводимости спинного мозга.

## Интересные факты
Существует мнение, что психическая зависимость от чего-либо вызвана формированием условного рефлекса. Например, психическая зависимость от наркотиков связана с тем, что приём определённого вещества связывается с приятным состоянием (формируется условный рефлекс, который сохраняется в течение почти всей жизни).
Кандидат биологических наук Харлампий Тирас считает, что «идея условных рефлексов, с которыми работал Павлов, полностью основана на вынужденном поведении, и это дает неправильную регистрацию [результатов в экспериментах]». «Мы настаиваем: объект должен изучаться тогда, когда он к этому готов. Тогда мы выступаем наблюдателями, не насилуя животное, и, соответственно, получаем более объективные результаты».